# Electrolux
Electrolux AB er en svensk industrikoncern, der producerer hvidevarer, husholdningsmaskiner og elektriske apparater til professionelt brug, bl.a. storkøkkener og vaskerier. Electrolux sælger mere end 60 mio. produkter i 150 lande årligt. Produkterne er bl.a. køleskabe, frysere, opvaskemaskiner, vaskemaskiner og støvsugere solgt under varemærkerne Electrolux, AEG, Volta, Voss og Zanussi. Electrolux har 22 fabrikker i Europa, beskæftigede i 2011 58.000 ansatte og omsatte for 102 mia. svenske kroner.
Koncernen blev stiftet som Elektromekaniska AB i 1910. Allerede i 1919 fusionerede virksomheden med AB Lux og fik det nuværende navn, dog indtil 1957 stavet Elektrolux. Det første produkt var en støvsuger – et produkt, der siden har været en af koncernens største salgsmæssige successer. Gennem årene har Electrolux opkøbt adskillige konkurrenter: Køleskabsdivisionen af danske Atlas i Lundtofte 1968, svenske Husqvarna i 1978 og italienske Zanussi i 1984. Produktudbuddet er også blevet udvidet til at omfatte f.eks. plæneklippere og motorsave.
Electrolux' danske hovedsæde ligger i Fredericia, mens industridivisionen er placeret i Hvidovre.